# Xylophilus corticalis
Xylophilus corticalis е вид бръмбар от семейство Eucnemidae. Видът не е застрашен от изчезване.

## Разпространение
Разпространен е в Австрия, Беларус, Босна и Херцеговина, България, Германия, Дания, Естония, Испания, Италия (Сицилия), Латвия, Норвегия, Полша, Румъния, Русия (Калининград), Словакия, Украйна (Крим), Финландия, Франция (Корсика), Чехия и Швеция.